# Federação Africana de Patinagem
A Federação Africana de Patinagem (FARS), ou a Confederação Africana de Desportos sobre Patins (ACSRS) é actualmente composta por 28 países. E faz parte da FIRS.

## Membros
- Angola *  Gâmbia   *  Moçambique *  Sudão
- Benim   *  Gana   *  Namíbia *  Tanzânia
- Camarões   *  Guiné   *  Nigéria *  Togo
- República do Congo   *  Quênia   *  Senegal *  Tunísia
- Costa do Marfim   *  Libéria   *  Serra Leoa *  Uganda
- Egito   *  Líbia   *  Somália *  Zâmbia
- Gabão   *  Marrocos    *  África do Sul  *  Zimbabwe

## Modalidades
As modalidades organizadas pela Confederação são as seguintes:
- hóquei em patins
- hóquei em linha
- Patinagem freestyle
- Patinagem artística
- Corridas em Patins
- Skateboard
- Esqui de fundo

## Competições organizadas pela FAP (Hóquei em Patins)

### Competições Clubes
- Campeonato Africano de Clubes de Hóquei em Patins

### Competições Selecções
- Campeonato Africano de Hóquei em Patins